# Сидоний Аполинарий
Гай Солий Модест Сидоний Аполинарий (Sidonius Apollinaris; Gaius Sollius Modestus Sidonius Apollinaris; * 430 в Лион; † 489 в Клермон Феран) е гало-римски аристократ от 5 век. През 468 г. е префект на Рим, а след това и до смъртта си епископ на Оверн. Неговите произведения са важни източници за историята на Галия в Късната Античност.
През 452 г. Сидоний се жени за братовчедка си ‎Папианила, дъщеря на станалия по-късно западноримски император Авит. Част от зестрата на съпругата му е имението Авитакум. От този брак се раждат четири деца – един син с името Аполинарий и три дъщери – Роския, Севериана и Алцима.
През 455 г., когато тъстът му Авит става император, Сидоний отива също в Рим и държи похвална публична реч панегирик пред Сената в негова чест. От благодарност Авит поставя негов бронзов бюст на Форума на Траян.
През 457 г. Авит е сменен от Майориан, подкрепян от гота Рицимер, военен магистър на Империята. За Майориан Сидоний държи също панегирик и получава титлата comes (комит) и е допуснат на императорската трапеза.
През 467 г. новият император Антемий дава на Сидоний службата praefectus urbi Romae, а през 468 г. получава граждански статут на патриций. След това Сидоний се оттегля в своя чифлик, но отново получава служба през 469/470 г., когато става епископ на Клермон.
Сидоний Аполинарий е канонизиран по-късно за светец заради неговата борба с арианството. Неговият празник в Римокатолическата църква е 23 август.

## Творчество и коментари върху него
- Monumenta Germaniae Historica, Auctores antiquissimi 8: Gai Solii Apollinaris Sidonii Epistulae et carmina. Fausti aliorumque epistula ad Ruricium aliosque – Herausgegeben von Christian Lütjohann. Berlin 1887 (Digitalisat).
- Sidonius Apollinaris: Poems and Letters. With an English translation, introduction and notes by W. B. Anderson – London 1936 – 65.
- Sidonius Apollinaris: Carm. 22: Burgus Pontii Leontii – Einleitung, Text und Kommentar von Norbert Delhey. Berlin 1993 (Untersuchungen zur antiken Literatur und Geschichte 40).
- Sidonius Apollinaris. Texte établi et traduit par André Loyen – 3 Bände, Collection des Universités de France, Paris 1960 – 1970.
- Helga Köhler: C. Sollius Apollinaris Sidonius. Briefe. Buch I. Einleitung, Text, Übersetzung, Kommentar – Heidelberg 1995 (Bibliothek der klassischen Altertumswissenschaften. Neue Folge, Reihe 2, Nr. 96).
- David Amherdt: Sidoine Apollinaire. Le quatrième livre de la correspondance. Introduction et commentaire – Bern u. a. 2001.
- Johannes A. van Waarden: Writing to Survive. A Commentary on Sidonius Apollinaris, Letters Book 7. Volume 1: The Episcopal Letters – Leuven 2010.
- Johannes A. van Waarden and Gavin Kelly (eds): New Approaches to Sidonius Apollinaris, with Indices on Helga Köhler, C. Sollius Apollinaris Sidonius: Briefe Buch I – Leuven 2013.